# Brian Montonati
Brian Mathew Montonati (Detroit, 30 giugno 1976) è un ex cestista statunitense con cittadinanza italiana, professionista in Europa.

## Palmarès
- Campione Legadue (2004, 2007)
- Coppa Italia di Legadue: 1
Capo d'Orlando: 2005